# マルガレート・マッツァンティーニ
マルガレト・マッツァンティーニ（Margaret Mazzantini、1961年10月27日 – ）は、イタリア人小説家、女優である。
1961年、アイルランド・ダブリン生まれ。5歳の時にイタリア・ローマへ移った。
2001年の作品『Non ti muovere』（邦題『動かないで』）は2004年に、2008年の作品『Venuto al mondo』は2012年に、夫のセルジョ・カステリット監督、ペネロペ・クルス主演でそれぞれ『赤いアモーレ』『ある愛へと続く旅』として映画化された。

## 受賞歴
- ストレーガ賞 2002年：Non ti muovere (Don't Move)（『動かないで』）に対して
- カンピエッロ賞 2009年：Venuto al mondo (Come to the World) に対して

## 小説
- Ti prendo e ti porto via (Steal You Away), 1999
- Il Catino Di Zinco,  1994
- Manola,  1998.
- Non ti muovere (Don't move)（『動かないで』）, 2001
- Zorro. Un eremita sul marciapiede,  2004
- Venuto al mondo, 2008

## 日本語訳された作品
- 『動かないで』泉典子訳、草思社、2003年